# Groupe de jeux intégrés
 (mars 2024).
Si vous disposez d'ouvrages ou d'articles de référence ou si vous connaissez des sites web de qualité traitant du thème abordé ici, merci de compléter l'article en donnant les références utiles à sa vérifiabilité et en les liant à la section « Notes et références ».
Le groupe de jeux intégrés (en anglais : Integrated play groups model) est un modèle élaboré par l'Américaine Pamela Wolfberg à la fin des années 1980 pour répondre aux besoins spéciaux des jeunes autistes à participer pleinement à la culture de jeu de leurs pairs.
Il est fondé sur les conceptions constructivistes et socioculturelles de l’apprentissage et du développement élaborées par le pédagogue russe Lev Vygotski par rapport aux activités de jeu social. Ce modèle comprend le jeu entre les pairs et la participation guidée d’un adulte pour faciliter le plaisir mutuel et le jeu réciproque entre les enfants : il s'agit de permettre l’expansion du jeu social et symbolique chez les enfants autistes. Ce programme a entre autres été motivé par les nombreuses études qui suggèrent que les enfants autistes peuvent bénéficier sur différents plans à jouer avec des enfants de niveau de développement normal.

## Cadre et déroulement
Le groupe de jeux intégrés prend place en milieu naturel dans lequel l’enfant peut ordinairement jouer et s’adresse à des jeunes entre 3 et 11 ans. Le groupe est constitué de 3 à 5 participants, mais le ratio d’enfants sans difficultés doit être plus élevé. Cette structure peut être établie pendant ou après l’école, dans les centres de réadaptation et même à la maison. L’organisation de l’espace de jeux est aussi importante. Il doit être suffisamment grand pour environ 5 enfants et ses frontières doivent être bien définies. Le matériel doit inclure un vaste choix de jouets, choisis selon l’âge des participants et dans le but de favoriser différents types de jeux, plus particulièrement le jeu constructif et symbolique, qui offre l’occasion d’interagir et d’user de son imagination. Ces jouets doivent de plus être organisés dans l’aire de jeu selon leurs thèmes dans de petits secteurs.
Le choix des participants qui accompagneront les enfants autistes doit se faire en fonction du degré de familiarité. Il est préférable que ce soit des enfants qui fréquentent régulièrement les jeunes autistes, tels que des camarades de classe, pour favoriser de futures relations amicales. Pour rendre l’environnement sécurisant et prévoyant, un horaire, des routines et des rituels de début et de fin de sessions seront convenus avant l’implantation du programme. Les participants sans difficulté agiront en tant que joueurs experts et seront formés pour permettre aux joueurs novices (les enfants autistes) de mieux comprendre le jeu et de participer pleinement à ce dernier. Ces joueurs experts devront notamment répondre aux initiations de jeu des camarades autistes, attirer leur attention par différents signes sociaux, tels que taper l’épaule, et ainsi établir une attention commune vers une activité ludique.  Dans le cadre des groupes de jeux intégrés, l'intervenant guidera la participation des joueurs et pourra se retirer graduellement à mesure que les enfants deviendront compétents dans l’activité.